# 드미트리 토르고바노프
드미트리 니콜라예비치 토르고바노프(러시아어: Дми́трий Никола́евич Торгова́нов, 1972년 1월 5일~)는 러시아의 은퇴한 핸드볼 선수로 포지션은 피벗이다. 러시아 핸드볼 국가대표팀의 일원으로서 2000년 하계 올림픽에서 금메달, 2004년 하계 올림픽에서 동메달을 획득했으며, 2015년부터 2017년까지 러시아 대표팀 감독을 맡았다.

## 수훈
- 존경훈장(2001년 4월 19일)